# Bwamu
Le bwamu est une langue du sous-groupe des langues bwa du groupe de langues gur, et est parlée au Burkina Faso.

## Écriture
Le bwamu est écrit avec l'alphabet latin. Des ouvrages d'alphabétisation en bwamu ont été produits à partir des années 1990 par l'Institut national de l'alphabétisation et SIL International.
| a | ã | b | ɓ | c | d | e | ɛ | ɛ̃ | f | h | i | ĩ | k | kh | l |
| m | n | ɲ | o | ɔ | ɔ̃ | p | r | s | t | u | ũ | v | w | y  | z |

Les tons sont indiqués à l’aide de signe diacritique sur les voyelles :
- l'accent aigu pour le ton haut, aussi sur la lettre n ‹ ń › ;
- l'accent grave pour le ton bas.